# Rong (Yulin)
Rong (chinesisch 容县, Pinyin Róng Xiàn; Zhuang Yungz Yen) ist ein Kreis der bezirksfreien Stadt Yulin im Südosten des Autonomen Gebiets Guangxi der Zhuang in der Volksrepublik China. Er hat eine Fläche von 2.258 km² und zählt 674.600 Einwohner (Stand: Ende 2018). Sein Hauptort ist die Großgemeinde Rongzhou (容州镇).
Der daoistische Zhenwu-Pavillon und die Jinglüe-Plattform (Jinglüetai Zhenwu Ge) sowie neuere Architektur des Kreises (Rong xian jindai jianzhu 容县近代建筑) stehen seit 1982 bzw. 2006 auf der Liste der Denkmäler der Volksrepublik China.